# Kościół Wniebowzięcia Najświętszej Maryi Panny w Mokrem
Kościół Wniebowzięcia Najświętszej Maryi Panny w Mokrem – rzymskokatolicki kościół parafialny należący do parafii pod tym samym wezwaniem (dekanat Grudziądz I diecezji toruńskiej).
Obecna świątynia została wzniesiona na początku XIV wieku. W latach 1548–1572 należała do protestantów, po czym do 1620 roku była opuszczona. Po tym roku wróciła w posiadanie okolicznych katolików. Zburzona została przez Szwedów w 1628 roku, następnie został odbudowana w latach 1641–1650 i dzięki staraniom Tomasza Poniatowskiego, kanonika kapituły chełmińskiej, otrzymała nowy wystrój. We wszystkich przedsięwzięciach, szczególnie materialnych, pomagały okoliczne rodziny: Białachowscy, Reichenbachowie, Dąbscy i Borowscy.
Budowla jest gotycka, orientowana, murowana, wzniesiona z cegły (ściany w układzie wendyjskim, szczyty i wieża w układzie mieszanym), usytuowana na cokole kamiennym. Świątynia jest salowa, oskarpowany we wschodnich narożnikach korpus powstał na planie prostokąta, z prostokątną zakrystią od strony północnej, kruchtą boczną od strony południowej i kwadratową, oskarpowaną w narożnikach trójkondygnacyjną wieżą od strony zachodniej. Ściany budowli otacza otynkowany fryz paskowy, natomiast ich zwieńczeniem jest profilowany XVII-wieczny gzyms.
Wnętrze kościoła i kruchta boczna nakryte są pozorną kolebką z listwami. Do wyposażenia budowli należą: wczesnobarokowy, trójkondygnacyjny ołtarz główny, powstały około 1641 roku, ozdobiony obrazem Koronacji Najświętszej Maryi Panny w srebrnej, trybowanej sukience, z cechą miejską Gdańska i imienną Franciszka Henryka Petersena, wykonanej około 1720 roku. Ołtarz boczny w stylu regencyjnym z 2. ćwierci XVIII wieku pochodzi z kościoła Jezuitów w Grudziądzu i jest ozdobiony ludowym obrazem Najświętszej Maryi Panny Stella Maris z przełomu XVIII/XIX wieku. Tabernakulum w ołtarzu głównym pochodzi z połowy XVII wieku.
Od 300 lat trwa w Mokrem kult Maryi za sprawą słynącego łaskami obrazu Matki Bożej Mokrzańskiej, który jest umieszczony w ołtarzu głównym świątyni. Obraz przedstawia moment koronacji Maryi. Został on ofiarowany kościołowi przy okazji renowacji budowli w 1650 roku przez rodzinę Białachowskich. Niedługo został otoczony kultem, którego prekursorami byli miejscowi proboszczowie, między innymi ksiądz Tomasz Poniatowski. W związku z tym świątynia obdarzona została odpustami: w 1759 roku przez papieża Klemensa XIII, natomiast w 1888 roku przez Leona XIII. Trwający do dziś kult maryjny jest udokumentowany zapisami uzdrowień (także współczesnych) oraz uzyskanych łask. Wyrażają się one pozostawionymi w kościele wotami, których znajduje się tutaj około 200.